# Aleko Konstantinow

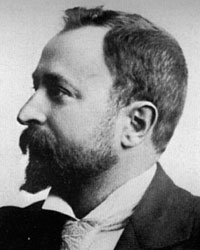
Aleko Konstantinow.

Aleko Konstantinov (en búlgaro Алеко Константинов) (Svishtov, 1 de enero de 1863 - 23 de mayo de 1897) escritor búlgaro.
Hijo de un comerciante, se licenció en derecho por la Universidad Odesa, en 1885. Ejerció la abogacía en Sofía antes de empezar a publicar. Su primera novela, Bai Ganio ("Tío Ganio"), narra las aventuras de un comerciante itinerante de alfombrillas y esencia de rosas en Europa Occidental que es uno de los personajes más célebres de la literatura en lengua búlgara. 

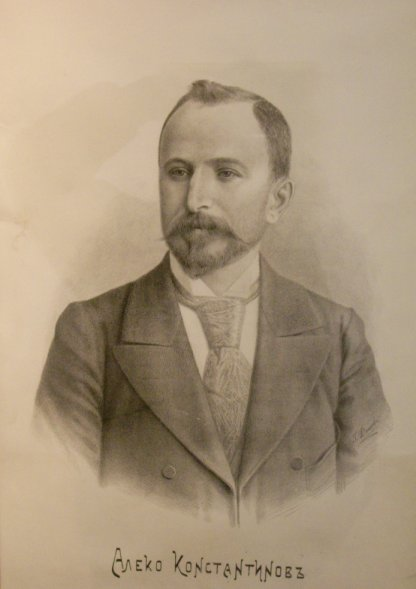
Aleko Konstantinov

Konstantinov, un viajante cosmopolita, fue el primero en escribir sobre sus viajes por Europa y América. Visitó la Exposición Universal de 1889 de París, Praga en 1891 y la World Columbian Exposition de Chicago en 1893 como representante de la recién estrenada nación búlgara tras 500 años de ocupación otomana con To Chicago and Back.
Su cuaderno de bitácora sobre su estancia en Estados Unidos, suscitó gran interés por Chicago, que hoy cuenta con la mayor concentración de inmigrantes búlgaros en Estados Unidos.
Fue asesinado en 1897 cerca de Radilovo mientras viajaba a Peshtera, probablemente por error, ya que el objetivo previsto sería su amigo (un político local), con quien había cambiado de lugar en su carruaje poco antes del disparo fatal. Sin embargo, también existe una versión de que sus ensayos, que exponían las insidiosas intenciones ocultas de los gobernantes de su época, condujeron a su asesinato.